# Западная базилика (Херсонес)
Западная базилика — остатки раннехристианского храма V—VI веков в Херсонесе Таврическом. Находится, предположительно, на месте гибели первого епископа Херсонеса Василия.

## История
На месте гибели первого епископа Херсонеса Василия был построен крестообразный храм — мартирий, а над его могилой была возведена церковь, вокруг которой позднее сформировался комплекс «Западной базилики». Церковь входила в состав большого городского монастыря святого Леонтия. Западная базилика представляла собой пятигранную снаружи и полукруглую внутри крупную апсиду. При входе в монастырь находился открытый портик, выполняющий роль экзонартекса или атриума. Далее следовал просторный нартекс и три нефа с дверями. В боковых нефах имелись мозаичные полы, а пол центрального был вымощен небольшими квадратными мраморными плитками. Средние, главные двери открывали редко, в особо торжественных случаях, о чём указывает разная стёртость дверных порогов. В центре солеи находился мозаичный круг с четырьмя лучами внутри него, где было найдено, облицованное мрамором, полуметровое крестообразное углубление, в котором лежали обломки небольшого мраморного саркофага — ковчега для хранения мощей. Внутри алтарной апсиды находилось возвышение для священников с тремя рядами сидений и с кафедральным креслом для архиерея, что указывает на кафедральный характер этого храма — монастырского кафоликона. Церковь и весь монастырский комплекс были разрушены и сожжены, предположительно  в 988—989 годах, во время военных действий дружины князя Владимира. Храм не восстанавливался, а был разобран на строительные материалы.